# ساختمان مورگان استنلی
ساختمان مورگان استنلی (به انگلیسی: The Morgan Stanley Building) آسمان‌خراش ۴۲ طبقه به ارتفاع ۲۰۹ متر، با کاربری اداری است، که در منهتن، نیویورک، در ایالات متحده آمریکا مستقر می‌باشد. پروژه ساخت این ساختمان در سال ۱۹۸۹ آغاز شد و تنها یک سال بعد، در سال ۱۹۹۰ تکمیل و بلافاصله افتتاح گردید. ساختمان مورگان استنلی در عمل دفتر مرکزی شرکت خدمات مالی مورگان استنلی محسوب می‌شود.